# Nemce
Nemce (allemand : Deutschendorf bei Neusohl), est un village de Slovaquie situé dans la région de Banská Bystrica.

## Histoire
Première mention écrite du village en 1473.

## Démographie

### Évolution de la population
| Année:               | 1994. | 2004.   | 2014.   | 2024.   |
| -------------------- | ----- | ------- | ------- | ------- |
| Nombre de personnes: | 1088  | 1107    | 1183    | 1153    |
| Différence:          |       | +1,74 % | +6,86 % | -2,53 % |

| Année:               | 2023. | 2024.   |
| -------------------- | ----- | ------- |
| Nombre de personnes: | 1161  | 1153    |
| Différence:          |       | -0,68 % |